# تذكار (فلم)
التذكار (بالإنجليزية: Memento) هو فيلم إثارة وتشويق أمريكي من إنتاج عام 2000، وهو من كتابة وإخراج كريستوفر نولان عن القصة القصيرة «تذكر أنك ستموت» (بالإنجليزية: Memento Mori) من كتابة أخيه الكاتب جوناثان نولان. الفيلم من بطولة جاي بيرس في دور ليونارد شلبي، وهو محقق جرائم تأمين سابق يبحث عن قاتل زوجته. وفي خلال عملية اغتصاب زوجته يصاب ليونارد بضربة على رأسه تفقده القدرة على تذكر الأحداث القريبة أي الذاكرة الحديثة مما لا يمكنه من تكوين أية ذكريات جديدة، ولكي يمكّن نفسه من التعامل مع هذه الحالة فأنه يستعين بكتابة العديد من الملاحظات والصور وحتى الوشوم على جسده ليذكر نفسه بالأشخاص والأماكن والأحداث. ويساعده في التحقيق تيدي والذي يقوم بدوره جو بانتوليانو ووناتالي والتي تقوم بدورها كاري آن موس ولكن في نفس الوقت فإنه لا يثق بأي منهما.
يتم سرد القصة عن طريق تسلسلين للأحداث يتناوبان عبر الفيلم، أحدهما بالألوان والثاني بالأبيض والأسود، الأحداث التي تجري بالألوان تروي عملية بحث ليونارد عن القاتل بطريقة تسلسل عكسي رجوعا بالزمن إلى الوراء وتكون عبارة عن مشاهد مدة الواحد منها 5 دقائق تقريبا. يبدأ كل مشهد منها بعرض ليونارد وهو لا يستطيع تذكر ما حدث، مما يتركه (والمشاهد) حائرا فيم فيه هو الآن أو ماذا كان يفعل، وينتهي عندما تبدأ ذكرياته بالخفوت. أما المشاهد بالأبيض والأسود فيتم سردها بترتيب زمني صحيح وتعرض ليونارد وهو في غرفة فندق يتكلم عبر الهاتف مع شخص مجهول. ومن خلال هذه المشاهد يحكي قصة الفيلم. وقبيل نهاية الفيلم يندمج التسلسلان في تسلسل واحد ملون يفضي إلى ذروة الفيلم.
عرض الفيلم لأول مرة عام 2001 في مهرجان سندانس للأفلام (بالإنجليزية: Sundance Film Festival) وقوبل بالترحيب الكبير، كما لاقى نفس الترحيب عند عرضه بدور السينما وقد قوبل الفيلم بالمديح من قبل النقاد لتركيبته الفريدة ولأسلوبه المتميز في معالجة قضايا مثل الذاكرة والعنف والحزن والانتقام. وقد حقق الفيلم نجاحا على شباك التذاكر وتم ترشيحه لجائزتي أوسكار عن فئات أفضل تحرير وأفضل نص مقتبس. بالإضافة إلى العديد من الجوائز الأخرى.

## القصة
ملاحظة: نتيجة للخلط في التسلسل الزمني لأحداث الفيلم فإن ترتيب الأحداث في الفيلم يختلف عما هو مكتوب هنا.
يبدأ الفيلم بمشهد بالألوان بتسلسل زمني عكسي حيث يظهر ليونارد وهو يطلق النار على تيدي ويأخذ صورا لمسرح الجريمة، ثم ينتقل الفيلم إلى مشهد أبيض وأسود بتسلسل زمني صحيح حيث نرى ليونارد وهو يستيقظ من النوم في غرفة فندق ثم يجري مكالمة هاتفية مع شخص مجهول، يتذكر ليونارد قصة سامي جانكس وهو شخص يعاني من حالة فقدان الذاكرة الحديثة، حبث لا يمكنه تكوين أية ذكريات جديدة، وكان ليونارد يعمل محقق جرائم تأمين وموكلا بقضية سامي جانكس ليقرر إن كانت حالة سامي حدثت نتيجة إصابة جسدية لتأهله للحصول على التأمين ام لا. وبعد عدة اختبارات يتوصل ليونارد إلى أن حالة سامي ليست جسدية وإنما نفسية، وبالتالي لا يحق له الاستفادة من التأمين. ومن أجل التأكد من ذلك تقوم زوجة سامي (والتي كانت تعاني من السكري) بفحص إن كان فعلا مريضا ام أنه يدعي ذلك عن طريق خداعه وتركه يحقنها بعدة حقنات من الأنسولين، ولكن سامي ولأنه لم يتذكر إن كان قد حقنها أم لا فإنه يقوم بحقنها مرة تلو الأخرى مما يؤدي إلى موت زوجته وإيداع سامي في مستشفى للأمراض العقلية.

ليونارد يحمل أحد صور البولارويد

ثم يقوم ليونارد بسرد قصة موت زوجته للمتصل المجهول، وكيف أن رجلين مجهولين اقتحما بيته ثم اغتصبا وقتلا زوجته، قام ليونارد بإطلاق النار على أحدهما ولكن الآخر باغته من الخلف وضربه ضربة افقدته وعيه وكان آخر ما رآه قبل أن يفقد الوعي هو منظر زوجته وهي تموت مرمية على أرض الحمام. نتيجة للضربة القوية التي تلقاها ليونارد فإنه يصاب بحالة من فقدان الذاكرة الحديثة (نفس التي كان يعاني منها سامي) ومع ذلك فإنه يصمم على إيجاد الرجل المجهول الثاني الذي قتل زوجته. فيطور ليونارد نظاما لتذكر الأحداث حيث يقوم بكتابة الملاحظات لنفسه وأخذ صور البولارويد للأماكن والاشخاص بالإضافة إلى وشم نفسه ببعض المعلومات الضرورية. ويكون أحد هذه الوشوم هو أحد المعلومات القليلة التي يملكها ليونارد للدلالة على قاتل زوجته وهي أن اسمه جون جي. يقوم تيدي بأخبار ليونارد بانه يستطيع أن يجد قاتل زوجته (والذي يعمل كتاجر مخدرات) في أحد المخازن المهجورة. يذهب ليونارد إلى المخزن ويجد هناك رجلا اسمه جيمي جرانتس فيقوم ليونارد بقتله معتقدا أن هذا الشخص هو قاتل زوجته.
يكتشف ليونارد بعد ذلك أنه تم خداعه وأن تاجر المخدرات الذي قتله لم يكن له علاقة بمقتل زوجته. ويخبره تيدي أنت زوجته حقيقة لم تمت في الاعتداء ولكنها ماتت بعد ذلك عن طريق جرعات زائدة من الأنسولين حقنها بها ليونارد. ويقول تيدي أن الشخص المسمى سامي جانكس هو شخص مخادع وأنه لم يكن متزوجا أصلا. يرفض ليونارد تصديق ذلك ويقول أن زوجته لم تكن تعاني من السكري ولكنه غير متأكد من ذلك تماما وأن ذاكرته قد تكون خانته، ثم يزعم تيدي بأنه ضابط شرطة وأنه شعر بالشفقة على ليونارد فساعده في تتبع أثر جون جي الحقيقي وقتله قبل سنة، ولكن ليونارد نسي ذلك نتيجة لضعف ذاكرته وأراد العثور على جون جي وقتله مرة أخرى. ثم اعترف تيدي بأنه خدع ليونارد ليقتل تاجر المخدرات جيمي لكي يحصل تيدي على مبلغ 200,000 دولار كان يخبئها جيمي في سيارته.

ليونارد والأوشام تغطي جسده

وقبل أن ينسى ليونارد ما قد حدث يقرر في نفسه أن يقتل تيدي ويقوم بسرعة بتسجيل رقم لوحة سيارة تيدي وبجانبها اسم جون جي. ويذكر نفسه بأن يوشم هذه المعلومات على جسده، ثم يأخذ ليونارد ملابس جيمي وسيارته ويترك تيدي عند المستودع المهجور، ويقود السيارة إلى محل الوشم وفي المحل يجد ليونارد في جيبه ملاحظة من ناتالي صديقة جيمي وينسى ليونارد أنه قد لبس ملابس جيمي فيعتقد أن الملاحظة موجهة له هو، فيذهب إلى الحانة حيث تعمل ناتالي ويقدم نفسه لها ويخبرها عن مشكلته مع فقدان الذاكرة فتعرض ناتالي عليه أن تساعده ولكنها تخدعه لكي يهدد ويخيف رجلا اسمه دود. حيث كان دود يضايق ناتالي لكي تعطيه بعضا من المال الذي كان يجنيه جيمي من بيع المخدرات. وفعلا ينجح ليونارد في جعل دود يغادر المدينة.
عندما تعرف ناتالي ان دود قد غادر تطلب من صديق لها أن يتحرى عن رقم اللوحة الذي وشمه ليونارد على جسده. وتعطي ليونارد معلومات عن رخصة السواقة الخاصة بصاحب هذه اللوحة فيقوم ليونارد بمطابقة هذه المعلومات مع المعلومات التي يملكها عن تيدي ومنها صورته، ويكتشف ليونارد أن اسم تيدي الحقيقي هو جون إدوارد جامل واختصارة جون جي. فيستنتج ليونارد أن تيدي هو الرجل الذي اغتصب وقتل زوجته، فيأخذ تيدي إلى المخزن المهجور الذي قتل فيه جيمي ويقتله ويأخذ صورة للجثة.

## الطاقم والممثلون
- الممثلون:
  - جاي بيرس: ليونارد
  - كاري آن موس: ناتالي
  - جو بانتوليانو: تيدي جامل
  - ستيفن توبولاوسكي: سامي
  - هارييت سانسوم هاريس: السيدة جانكس
  - جورجا فوكس: زوجة ليونارد
- الطاقم
  - إخراج: كريستوفر نولان
  - إنتاج: جينيفر تود وسوزان تود
  - كتابة النص: كريستوفر نولان
  - التصوير: والي فستر
  - الموسيقى: ديفيد جوليان
  - تصميم الأزياء: سندي إيفانز
  - التحرير: دودي دورن
  - مصمم الإنتاج: باتي بوديستا
  - الديكور: دانييل بيرمان
  - القصة: جوناثان نولان

## ردود الفعل
نجح الفيلم نجاحا جيدا في شباك التذاكر، ومع أنه تم عرضه في 11 دار سينما في أسبوع الافتتاح إلا أنه وبحلول الأسبوع الحادي عشر كان قد يتم عرضه في يقارب ال 500 دار سينما. وحقق الفيلم أرباحا تبلغ 25,544,867 دولار في أمريكا الشمالية و14,178,229 دولار في الدول الأخرى، وبهذا بلغت أرباح الفيلم عالميا ما يقارب ال 40 مليون دولار حتى ديسمبر 2006 وهو حوالي أربع أضعاف تكلفة إنتاج الفيلم والتي بلغت حوالي 9 ملايين دولار. وقد أحرز خلال مدة عرضه في دور السينما المركز الثامن على قائمة أكثر الأفلام تحقيقا للدخل في ذلك الوقت.

### ردود النقاد
قوبل الفيلم بترحيب حار من النقاد السينمائيين وأحرز تصنيفا مقداره 94% على موقع Rotten Tomatoes لنقد الأفلام، وقد أعطاه الناقد السينمائي جيمس بيراردينيلي درجة أربعة من أربعة وصنفه كأفضل فيلم لتلك السنة ووضعه في المركز 61 في لائحته لأفضل 100 فيلم على الإطلاق. وقال عنه أنه «فيلم مدهش ذو نهاية مفتوحة رائعة وستتذكره الأجيال كواحد من أفضل الأفلام المنتجة في سنته.» وأضاف: «أن ما يميز الفيلم عن غيره هو تركيبته العبقرية» وأشاد بأداء الممثل جاي بيرس واعتبره «مدهشا ومقنعا للغاية». أما الناقد السينمائي وليام آرنولد فقد كتب أن الفيلم هو عبارة عن «وجبة لذيذة» وركز على أن إخراج كريستوفر نولان يجعل من الفيلم «أحجية غير خطية مشوقة ومثيرة في نفس الوقت». اما الناقد روب بلاكويلدر فأشاد بالمخرج وقال أن فقال أن كريستوفر نولان «يجعل من كل صورة في الفلم دليلا للصورة الكبيرة مع تقدم الفيلم نحو النهاية وهي بداية رحلة ليونارد».
ولكن تركيبة الفيلم الغير تقليدية لم تعجب جميع النقاد، فقد أعطاه الناقد ليونارد مالتن درجة واحد ونصف من أربعة وقال عن الفيلم أنه «مدع وتافه» بينما قالت الناقدة مارجوري بومجارتن أن الفيلم «اعتمد بشكل كبير على التسلسل الزمني المعكوس للأحداث، ولو كان الفيلم كله مبني على تسلسل زمني صحيح لما كان قد جذب هذا القدر من الاهتمام». وبينما أن الناقد روجر إيبرت قد أعطى الفيلم درجة ثلاثة من أربعة فإنه خلص إلى أن «الفهم العميق للفلم قد ساعد الحبكة ولكن لم يغن متعة المشاهدة وأن القصد من الفيلم هو ترك المشاهد حائرا».
اما موقع الأفلام IMDB فقد صنف الفيلم في المركز 50 في قائمته لأفضل 250 فيلم أنتجت في التاريخ بناء على تصويت الملايين من أعضائه.

## وصلات خارجية
- مقالات تستعمل روابط فنية بلا صلة مع ويكي بيانات
- صفحة الفيلم على موقع IMDB.
- الموقع الرسمي للفيلم نسخة محفوظة 4 مارس 2020 على موقع واي باك مشين.
- تحليل كامل للفيلم
- مقابلة مع المخرج كريستوفر نولان

## الهوامش
1. 1 2  Memento (2001) - Box Office Mojo نسخة محفوظة 08 يوليو 2006 على موقع واي باك مشين.
2. ↑  Memento (2001) - Weekend Box Office Results - Box Office Mojo نسخة محفوظة 27 أبريل 2018 على موقع واي باك مشين.
3. ↑  Memento (2000) - Rotten Tomatoes نسخة محفوظة 08 يوليو 2006 على موقع واي باك مشين.
4. ↑  Reelviews Movie Reviews نسخة محفوظة 11 نوفمبر 2016 على موقع واي باك مشين.
5. ↑  Reelviews Movie Reviews نسخة محفوظة 10 أبريل 2018 على موقع واي باك مشين.
6. 1 2  Reelviews Movie Reviews نسخة محفوظة 04 مارس 2016 على موقع واي باك مشين.
7. ↑  "'Memento' is new, original, possibly even great". مؤرشف من الأصل في 2008-07-25.
8. ↑  SPLICEDwire | "Memento" review (2001) نسخة محفوظة 11 ديسمبر 2017 على موقع واي باك مشين.
9. ↑  Memento - Film Calendar - The Austin Chronicle نسخة محفوظة 02 مارس 2014 على موقع واي باك مشين.
10. ↑  Memento Movie Review & Film Summary (2001) | Roger Ebert نسخة محفوظة 03 أكتوبر 2012 على موقع واي باك مشين.
11. ↑  Users، IMDb. "IMDb Top Rated Movies". IMDb. مؤرشف من الأصل في 2019-05-23. اطلع عليه بتاريخ 2018-07-03.
12. ↑  IMDb Top 250 - IMDb نسخة محفوظة 26 يوليو 2018 على موقع واي باك مشين.

لا توجد روابط لمواقع التواصل الاجتماعي.